# Canton de Bobigny
Le canton de Bobigny est une circonscription électorale française située dans le département de la Seine-Saint-Denis et la région Île-de-France.

## Histoire
- Bobigny a d'abord fait partie du canton de Noisy-le-Sec (de 1893 à 1919).

Canton créé par la loi du 14 avril 1893.
| Période | Période      | Identité                                       | Étiquette                             | Qualité                                         |
| ------- | ------------ | ---------------------------------------------- | ------------------------------------- | ----------------------------------------------- |
| 1893    | 1916 (décès) | Marie-Philéas Collardeau de Heaume (1838-1916) | Républicain Nationaliste puis Radical | Juriste Maire de Bondy (1876-1892 et 1896-1908) |
| 1916    | 1919         | siège vacant                                   |                                       |                                                 |

- Bobigny est ensuite devenue la 2e circonscription du canton de Noisy-le-Sec (de 1919 à 1944).

| Période                     | Période                          | Identité                    | Étiquette | Qualité |
| --------------------------- | -------------------------------- | --------------------------- | --------- | --- |
| 1925                        | 1935                             | Isidore Pontchy (1860-1946) | SFIO      | Graveur lithographe puis professeur de dessin et représentant de commerce Maire de Bondy (1919-1935)                                  |
| 1935                        | 1940 (déchu le 1er février 1940) | Jules Auffret (1902-1941)   | PC-SFIC   | Ouvrier gazier à Bondy |
|                             |                                  |                             |           | |
| 1941 (nommé par décret)     | 1942 (décès)                     | André Morisot (1891-1942)   |           | Directeur commercial |
| 1943 (nommé par décret)     | 1944                             | Ulysse Durup (1884-1965)    |           | Cheminot retraité Adjoint puis Maire (1939-1940) de Noisy-le-Sec                                                                      |
|                             |                                  |                             |           | |
| 1945 Décret du 12 mars 1945 | 1945                             | Renée Calmanovic            | PCF       | Épouse de Salomon Calmanovic (alias Jean Calma), militant du PCF aux Pavillons-sous-Bois, fusillé le 22 janvier 1942 au Mont-Valérien |

- De 1945 à 1959, Bobigny était rattachée au secteur de Saint-Denis-Est (avec Aubervilliers, Noisy-le-Sec et Pantin).

- De 1959 à 1967, Bobigny faisait partie du 29e secteur de la Seine avec Drancy.

- Le canton de Bobigny a été créée par le décret du 20 juillet 1967, lors de la constitution du département de la Seine-Saint-Denis. Il était constitué par la commune de Bobigny[4]

- Un nouveau découpage territorial de la Seine-Saint-Denis entré en vigueur à l'occasion des premières élections départementales suivant le décret du 21 février 2014[5]. Les conseillers départementaux sont, à compter de ces élections, élus au scrutin majoritaire binominal mixte. Les électeurs de chaque canton élisent au Conseil départemental, nouvelle appellation du Conseil général, deux membres de sexe différent, qui se présentent en binôme de candidats. Les conseillers départementaux sont élus pour 6 ans au scrutin binominal majoritaire à deux tours, l'accès au second tour nécessitant 12,5 % des inscrits au 1er tour. En outre, la totalité des conseillers départementaux est renouvelée. Ce nouveau mode de scrutin nécessite un redécoupage des cantons dont le nombre est divisé par deux avec arrondi à l'unité impaire supérieure si ce nombre n'est pas entier impair, assorti de conditions de seuils minimaux[6]. En Seine-Saint-Denis, le nombre de cantons passe ainsi de 40 à 21.

Le canton de Bondy a été modifié par ce décret. Il est désormais formé d'une commune entière issue de l'ancien canton de Noisy-le-Sec et d'une fraction de la commune de Bobigny. Il est entièrement inclus dans l'arrondissement de Bobigny. Le bureau centralisateur est situé à Bobigny.

## Représentation

### Représentation de 1967 à 2015
| Période | Période | Identité          | Étiquette | Qualité |
| ------- | ------- | ----------------- | --------- | --- |
| 1967    | 1994    | Georges Valbon    | PCF       | Ouvrier typographe Maire de Bobigny (1965 → 1996) Conseiller général de la Seine (1959 → 1967) Président du conseil général (1968 → 1982 et 1985 → 1993) Président des Charbonnages de France (1982 → 1983) |
| 1994    | 2001    | Claude Antony     | PCF       | Carreleur mosaïste Maire-adjoint de Bobigny |
| 2001    | 2015    | Abdel-Madjid Sadi | PCF       | Ancien animateur Maire-adjoint de Bobigny |

### Représentation depuis 2015
| Période élective | Période élective | Mandat | Mandat   | Identité          | Nuance | Nuance | Qualité |
| ---------------- | ---------------- | ------ | -------- | ----------------- | ------ | ------ | --- |
| 2015             | 2021             | 2015   | 2021     | Pascale Labbé,    |        | PCF    | Comptable Maire-adjointe de Noisy-le-Sec Élue au conseil municipal de Noisy-le-Sec depuis 1989                                                        |
| 2015             | 2021             | 2015   | 2021     | Abdel-Madjid Sadi |        | PCF    | Ancien animateur Maire de Bobigny (depuis 2020) Vice-président du conseil départemental (2015 → 2021) Élu au conseil municipal de Bobigny depuis 2001 |
| 2021             | 2028             | 2021   | en cours | Pascale Labbé     |        | PCF    | Conseillère sortante |
| 2021             | 2028             | 2021   | en cours | Abdel Sadi        |        | PCF    | Maire de Bobigny (depuis 2020) Conseiller départemental délégué aux relations internationales et européennes (depuis 2021)                            |

### Résultats détaillés

#### Élections de mars 2015
À l'issue du 1er tour des élections départementales de 2015, deux binômes sont en ballottage : Khadija Gibier et Laurent Rivoire (UDI, 31,3 %) et Pascale Labbe et Abdel Sadi (FG, 30,49 %). Le taux de participation est de 32,05 % (13 279 votants sur 41 426 inscrits) contre 36,83 % au niveau départemental et 50,17 % au niveau national. 
Au second tour, Pacale Labbé et Abdel Sadi (FG) sont élus avec 52,81 % des suffrages exprimés, et un taux de participation de 34,04 % (6 998 voix pour 14 100 votants et 41 425 inscrits).

#### Élections de juin 2021
Le premier tour des élections départementales de 2021 est marqué par un très faible taux de participation (33,26 % au niveau national). Dans le canton de Bobigny, ce taux de participation est de 20,46 % (8 634 votants sur 42 194 inscrits) contre 24,35 % au niveau départemental. À l'issue de ce premier tour, deux binômes sont en ballottage : Pascale Labbe et Abdel Sadi (Union à gauche avec des écologistes, 51,88 %) et Ourida Allali et Thomas Franceschini (Union des démocrates et indépendants, 20,86 %).
Le second tour des élections est marqué une nouvelle fois par une abstention massive équivalente au premier tour. Les taux de participation sont de 34,36 % au niveau national, 26,47 % dans le département et 22,87 % dans le canton de Bobigny. Pascale Labbe et Abdel Sadi (Union à gauche avec des écologistes) sont élus avec 66,47 % des suffrages exprimés (6 043 voix pour 9 657 votants et 42 218 inscrits),,.

## Composition

### Composition de 1967 à 2015
Le canton comptait une commune.
| Nom                 | Code Insee | Codepostal | Superficie (km2) | Population (dernière pop. légale) | Densité (hab./km2) |
| ------------------- | ---------- | ---------- | ---------------- | --------------------------------- | ------------------ |
| Bobigny (chef-lieu) | 93008      | 93000      | 6,77             | 48 496 (2012)                     | 7 163              |

### Composition depuis 2015
| Nom                             | Code Insee | Intercommunalité         | Superficie (km2) | Population (dernière pop. légale)                | Densité (hab./km2) | Modifier                                    |
| ------------------------------- | ---------- | ------------------------ | ---------------- | ------------------------------------------------ | ------------------ | ------------------------------------------- |
| Bobigny (bureau centralisateur) | 93008      | Métropole du Grand Paris | 6,77             | Fraction : 52 530 (2022) Commune : 55 270 (2022) | 8 164              | modifier les données · modifier les données |
| Noisy-le-Sec                    | 93053      | Métropole du Grand Paris | 5,04             | 45 915 (2022)                                    | 9 110              | modifier les données · modifier les données |
| Canton de Bobigny               | 9305       |                          |                  | 98 445 (2022)                                    |                    | modifier les données                        |

Le canton de Bobigny comprend désormais :
1. la commune de Noisy-le-Sec,
2. la partie de la commune de Bobigny située à l'est et au sud d'une ligne définie par l'axe des voies et limites suivantes : depuis la place Saint-Just, avenue Édouard-Vaillant, rue de Luxembourg, rue de la Grande-Denise, rue Babeuf, rue d'Helsinki, voie non dénommée parallèle à la rue Étienne-Dolet, jusqu'au chemin de Groslay, limite territoriale de la commune de Bondy.

Le reste de Bobigny intègre le canton de Bondy.

## Démographie

### Démographie avant 2015
| 1968   | 1975   | 1982   | 1990   | 1999   | 2006   | 2011   | 2012   |
| ------ | ------ | ------ | ------ | ------ | ------ | ------ | ------ |
| 39 453 | 43 125 | 42 723 | 44 659 | 44 079 | 47 806 | 47 224 | 48 496 |

### Démographie depuis 2015
En 2022, le canton comptait 98 445 habitants, en évolution de +5,51 % par rapport à 2016 (Seine-Saint-Denis : +4,67 %, France hors Mayotte : +2,11 %).
| 2013   | 2018   | 2022   |
| ------ | ------ | ------ |
| 88 282 | 95 831 | 98 445 |